# شركة بترول سنغافورة

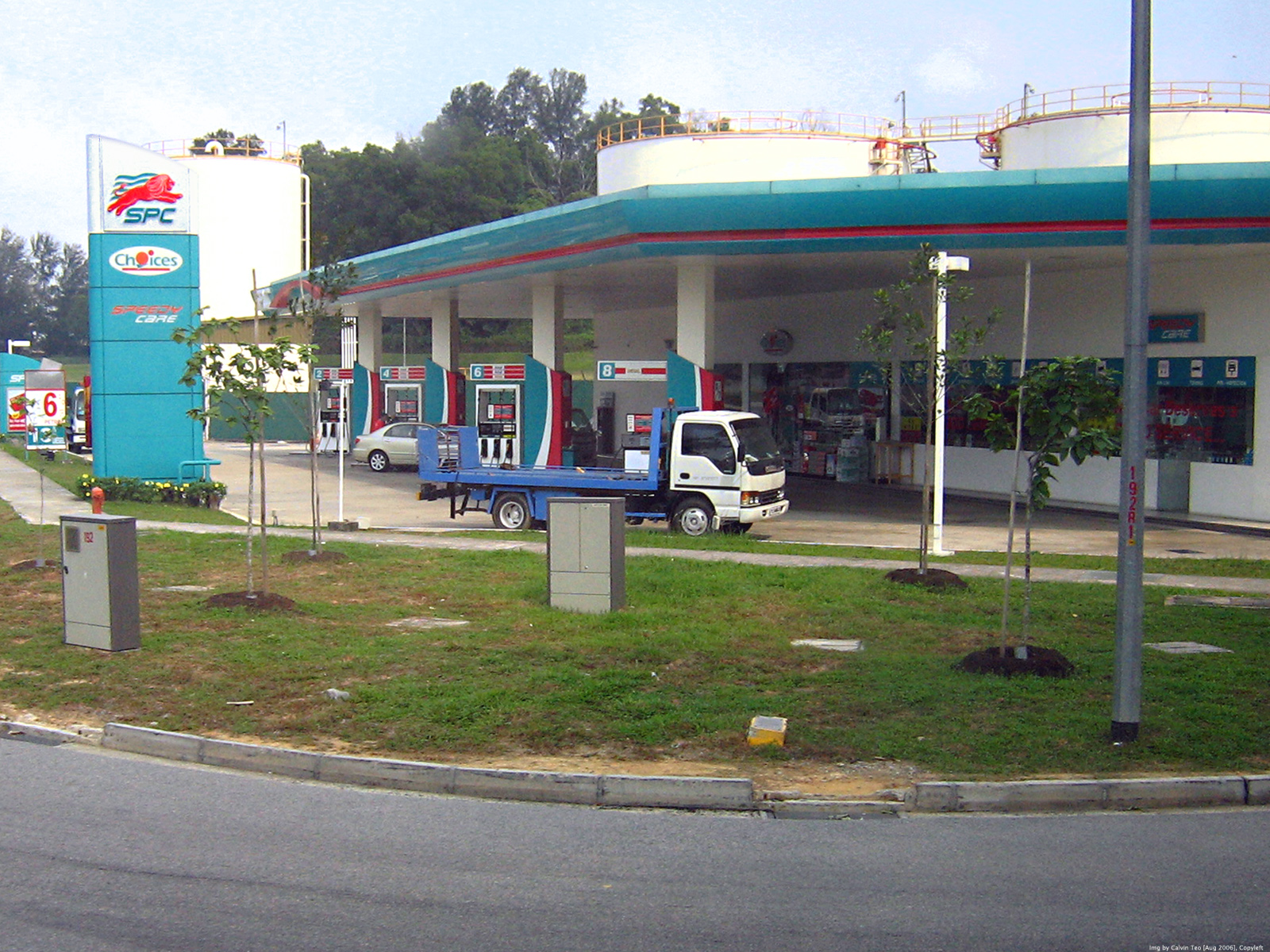
محطة SPC في جورونج.

شركة بترول سنغافورة أو شركة البترول السنغافورية المحدودة، باختصار SPC ، هي شركة تابعة لشركة النفط الصينية الحكومية بتروتشاينا. وتشارك في استكشاف وإنتاج البترول والتكرير والتجارة وتوزيع المنتجات البترولية.

## روابط خارجية
- الموقع الرسمي
- ملاحظات بحثية إضافية حول SPC Limited